# Sousa (cratère)
Pour les articles homonymes, voir Sousa.
Sousa est un cratère d'impact présent sur la surface de Mercure. 
Le cratère fut ainsi nommé par l'Union astronomique internationale en 2012 en hommage au compositeur et chef de musique militaire américain John Philip Sousa. 
Son diamètre est de 120,7 km. Il se situe dans le quadrangle d'Hokusai (quadrangle H-5) de Mercure.